# Eranina humeralis
Eranina humeralis är en skalbaggsart som först beskrevs av Martins och Maria Helena M. Galileo 1989.  Eranina humeralis ingår i släktet Eranina och familjen långhorningar. Inga underarter finns listade i Catalogue of Life.